# Герб Ізюмського району
Герб Ізюмського райо́ну — офіційний символ Ізюмського району Харківської області, затверджений рішенням сесії районної ради від 25 липня 2013 року.

## Опис
На золотому щиті три зрілі виноградні грона із зеленими листками.
Комп'ютерна графіка — К. М. Богатова.